# HD181439
HD181439 — хімічно пекулярна зоря спектрального класу A5, що має видиму зоряну величину в смузі V приблизно  9,0.
Вона  розташована на відстані близько 774,7 світлових років від Сонця.